# Màu tích
Trong vật lý hạt, màu tích là một tính chất của các quark và gluon được liên hệ với tương tác mạnh giữa các hạt trong lý thuyết Sắc động lực học lượng tử (QCD). Màu tích tương tự với khái niệm điện tích của các hạt, nhưng do lý thuyết QCD rất phức tạp về mặt toán học, nên màu tích có nhiều đặc điểm kĩ thuật khác với điện tích. "Màu" của các quark và gluon hoàn toàn không liên hệ gì với khái niệm màu sắc trong tự nhiên. Hơn thế nữa, nó là một cái tên kỳ lạ cho một tính chất mà hầu như không còn thể hiện ra khi xét đến những khoảng cách nhỏ hơn kích thước của một hạt nhân nguyên tử. Thuật ngữ màu được chọn bởi vì tính chất trừu tượng này của các hạt quark và gluon có ba khía cạnh, mà tương tự như ba màu cơ bản đỏ, lục, lam. So sánh với điện tích, nó chỉ nhận các giá trị âm hoặc dương mà thôi.
Ngay sau khi sự tồn tại của các quark được đề xuất vào năm 1964, Oscar W. Greenberg đã đưa ra khái niệm màu tích để giải thích vì sao các quark có thể cùng tồn tại bên trong các hadron với trạng thái lượng tử giống nhau mà không bị vi phạm nguyên lý loại trừ Pauli. Khái niệm này bắt đầu trở thành có ích hơn khi lý thuyết sắc động lực học lượng tử bắt đầu được phát triển từ thập niên 1970 và là một bộ phận quan trọng trong Mô hình chuẩn của vật lý hạt.

## Đỏ, lục và lam
Trong QCD, màu của quark có thể nhận ba giá trị, gọi là đỏ, lục và lam. Phản quark cũng nhận ba giá trị tương ứng, gọi là phản đỏ, phản lục và phản lam (biểu diễn bằng màu lục lam, đỏ tươi và màu vàng). Các gluon là sự trộn của hai màu, như màu đỏ và phản lục, tạo nên màu tích của chúng. QCD nêu ra tám gluon là sự kết hợp của tám tổ hợp màu-phản màu khác nhau; xem Tám gluon màu.
Hình sau minh họa hằng số cặp cho các hạt màu tích:

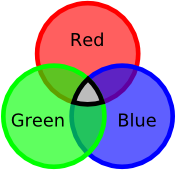
Ba quark màu (đỏ, lục, lam) kết hợp lại tạo ra không màu
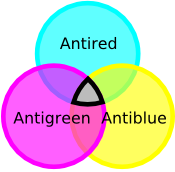
Ba phản quark màu (phản đỏ, phản lục, phản lam) cũng tạo ra một tổ hợp không màu

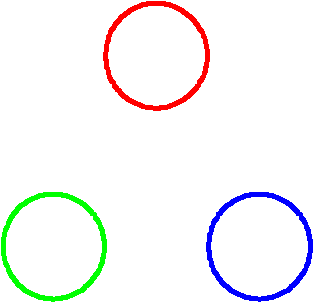
Một hadron với ba quark hóa trị (đỏ, lục, lam) trước khi xảy ra sự thay đổi màu
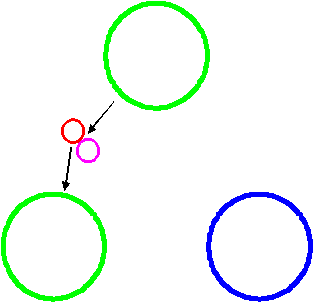
Quark đỏ phát ra một gluon là tổ hợp của màu đỏ-phản lục (nó biến thành quark lục)
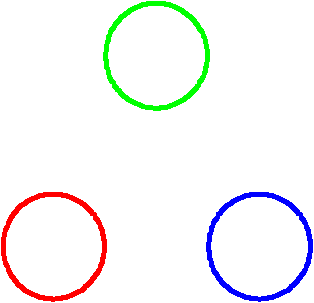
Quark lục hấp thụ gluon màu đỏ-phản lục và trở thành màu đỏ; màu của hệ vẫn được bảo toàn